# Jean-Jacques Forty
Jean-Jacques Forty, né à Marseille le 8 janvier 1744, mort à Aix-en-Provence le 24 décembre 1800, est un peintre français.

## Biographie
On connaît peu de choses sur la vie de cet artiste et nous connaissons peu d'œuvres de lui. Élève de Joseph-Marie Vien à Paris, il fut agréé à l’Académie royale de peinture et de sculpture en 1788, puis reçu académicien en 1791. Il exposa à partir de cette année au Salon jusqu’à son départ pour Aix-en-Provence, en août 1796, où il avait obtenu un poste de professeur à l’École centrale de la ville. 
Sa production picturale peut se diviser en trois époques :
- une première période où se remarque l'influence du baroque comme dans les peintures murales en grisaille représentant les vertus théologales de la chapelle de l'hôtel des Monnaies de Paris[Note 1].

- une deuxième période où l'artiste représente des sujets empreints d’un certain naturalisme : Portrait d'un homme barbu (1781), Musée des beaux-arts de Marseille ; Le Retour de l’enfant prodigue et La Mort de saint François-Xavier (1788), Cathédrale Notre-Dame d'Amiens ; Jacob reconnaissant la tunique de son fils Joseph (1791), Minneapolis Institute of Art.
- une troisième période marquée par l'idéalisme révolutionnaire avec : Les Peuples du monde rendant hommage à l’Être suprême (1794), Musée Carnavalet, Paris[3].